# Raitis Ivanāns
Raitis Ivanāns, född 3 januari 1979 i Riga, Lettiska SSR, Sovjetunionen är en lettisk före detta professionell ishockeyspelare som avslutade sin karriär i Dinamo Riga i KHL. Han har tidigare spelat för NHL-lagen Montreal Canadiens, Los Angeles Kings och Calgary Flames.
Ivanāns är en stor forward som spelar fysisk hockey.

## Statistik

### Klubbkarriär
| 1997–98    | Flint Generals       | UHL        | 18  | 0  | 1  | 1  | 20  | — | — | — | — | —  |
| 1998–99    | Macon Whoopee        | CHL        | 16  | 1  | 1  | 2  | 20  | — | — | — | — | —  |
| 1998–99    | Tulsa Oilers         | CHL        | 32  | 2  | 7  | 9  | 39  | — | — | — | — | —  |
| 1999–00    | Pensacola Ice Pilots | ECHL       | 59  | 3  | 7  | 10 | 146 | 2 | 0 | 0 | 0 | 0  |
| 2000–01    | New Haven Knights    | UHL        | 66  | 4  | 10 | 14 | 270 | 8 | 1 | 0 | 1 | 4  |
| 2000–01    | Hershey Bears        | AHL        | 2   | 0  | 0  | 0  | 0   | — | — | — | — | —  |
| 2001–02    | Toledo Storm         | ECHL       | 16  | 2  | 2  | 4  | 59  | — | — | — | — | —  |
| 2001–02    | Baton Rouge Kingfish | ECHL       | 40  | 4  | 5  | 9  | 180 | — | — | — | — | —  |
| 2002–03    | Rockford IceHogs     | UHL        | 50  | 4  | 2  | 6  | 208 | — | — | — | — | —  |
| 2002–03    | Milwaukee Admirals   | AHL        | 17  | 0  | 0  | 0  | 38  | 1 | 0 | 0 | 0 | 15 |
| 2003–04    | Milwaukee Admirals   | AHL        | 54  | 1  | 7  | 8  | 166 | 7 | 0 | 1 | 1 | 17 |
| 2004–05    | Hamilton Bulldogs    | AHL        | 75  | 2  | 5  | 7  | 259 | 2 | 0 | 1 | 1 | 0  |
| 2005–06    | Hamilton Bulldogs    | AHL        | 43  | 2  | 0  | 2  | 120 | — | — | — | — | —  |
| 2005–06    | Montreal Canadiens   | NHL        | 4   | 0  | 0  | 0  | 9   | — | — | — | — | —  |
| 2006–07    | Los Angeles Kings    | NHL        | 66  | 4  | 4  | 8  | 140 | — | — | — | — | —  |
| 2007–08    | Los Angeles Kings    | NHL        | 73  | 6  | 2  | 8  | 134 | — | — | — | — | —  |
| 2008–09    | Los Angeles Kings    | NHL        | 76  | 2  | 0  | 2  | 145 | — | — | — | — | —  |
| 2009–10    | Los Angeles Kings    | NHL        | 61  | 0  | 0  | 0  | 136 | 1 | 0 | 0 | 0 | 0  |
| 2010–11    | Calgary Flames       | NHL        | 1   | 0  | 0  | 0  | 5   | — | — | — | — | —  |
| 2011–12    | Calgary Flames       | NHL        | 1   | 0  | 0  | 0  | 0   | — | — | — | — | —  |
| 2011–12    | Abbotsford Heat      | AHL        | 27  | 2  | 3  | 5  | 37  | — | — | — | — | —  |
| 2012–13    | Dinamo Riga          | KHL        | 39  | 0  | 1  | 1  | 84  | — | — | — | — | —  |
| NHL totalt | NHL totalt           | NHL totalt | 282 | 12 | 6  | 18 | 569 | 1 | 0 | 0 | 0 | 0  |